# Oxyopes providens
Oxyopes providens är en spindelart som beskrevs av Tord Tamerlan Teodor Thorell 1890. Oxyopes providens ingår i släktet Oxyopes och familjen lospindlar. Inga underarter finns listade i Catalogue of Life.